# Gwen Guthrie (album)
A Gwen Guthrie című album az amerikai Gwen Guthrie 1982-ben megjelent debütáló albuma, mely az Island kiadónál jelent meg.

## Megjelenések
LP  Island Records – 90004-1
- A1	Peek-A-Boo 4:22 Written-By – Gwen Guthrie

- A2	Getting Hot 5:35 Written-By – Sly Dunbar, Robbie Shakespeare
- A3	Your Turn To Burn 2:53 Written-By – Sly Dunbar, Robbie Shakespeare

- A4	Dance Fever 6:25 Written-By – Gwen Guthrie, Robbie Shakespeare
- B1	For You (With A Melody Too) 4:55 Written-By – Steven Stanley
- B2	It Should Have Been You 4:20 Written-By – Darryl Thompson

- B3	Is This Love? 5:23 Piano – Robbie Shakespeare, Sly Dunbar,  Written-By – Bob Marley
- B4	God Don't Like Ugly 3:55 Written-By – Gwen Guthrie

## Közreműködő előadók
- Basszusgitár – Robbie Shakespeare
- Dobok – Sly Dunbar
- Hangmérnök – Steven Stanley
- Gitár – Darryl Thompson (dalok: A2, B1, B2)
- Gitár - Mikey Chung (dalok: A3, B3, B4)
- Gitár - Monte Brown (dalok: A1, A2, A4)
- Billentyűs hangszerek – Wally Badarou
- Ütős hangszerek – 'Sticky' Thompson
- Zongora – Robbie Shakespeare (dalok: B3), Sly Dunbar (dalok: B3)
- Producer – Robbie Shakespeare, Sly Dunbar, Steven Stanley

## Slágerlista
| 1982 | Gwen Guthrie | 208 | 28 | 36 |